# 圣尼各老堂 (根特)

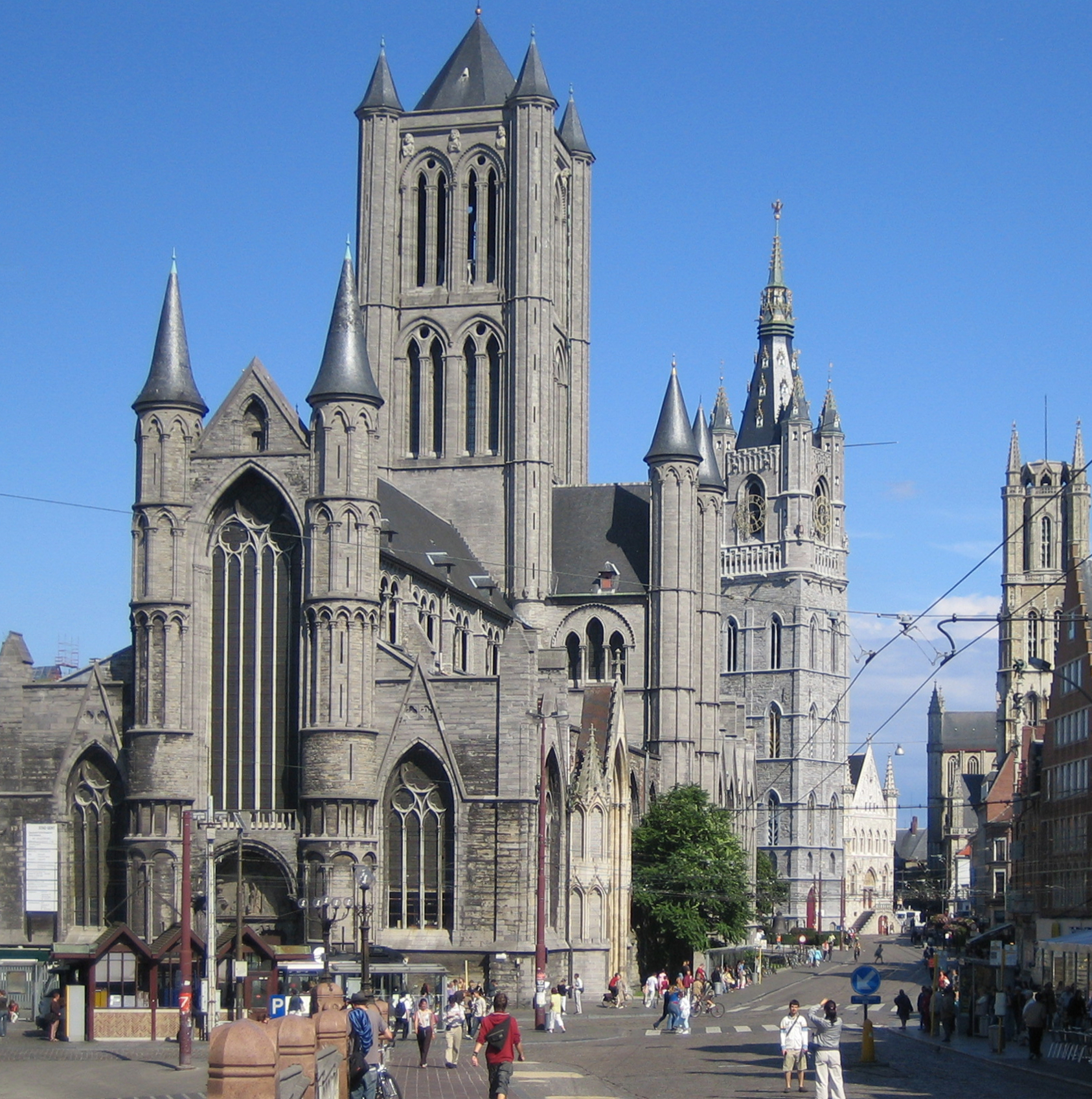
圣尼古拉教堂

圣尼各老堂（荷蘭語：Sint-Niklaaskerk）是比利时根特最古老和最突出的地标建筑之一，始建于13世纪初，以取代一座早期的罗曼式建筑。教堂完成于13世纪末，斯凯尔特哥特式建筑风格。这种风格使用来自图尔奈地区的蓝灰色的石头，顶部中心单塔，以及建筑物转角处的细塔。
圣尼各老堂在古老的贸易中心，毗邻谷物市场（Korenmarkt），行会成员在附近开展他们的业务。在14和15世纪，这些行会在教堂两侧兴建各自的小圣堂。
修建中央钟楼的部分资金来自市政府，因此钟楼也用作观察哨，直到相邻的根特钟楼建成。这两座塔，连同圣巴夫主教座堂，仍然确定市中心的著名的中世纪天际线。教堂的珍宝之一是其管风琴。

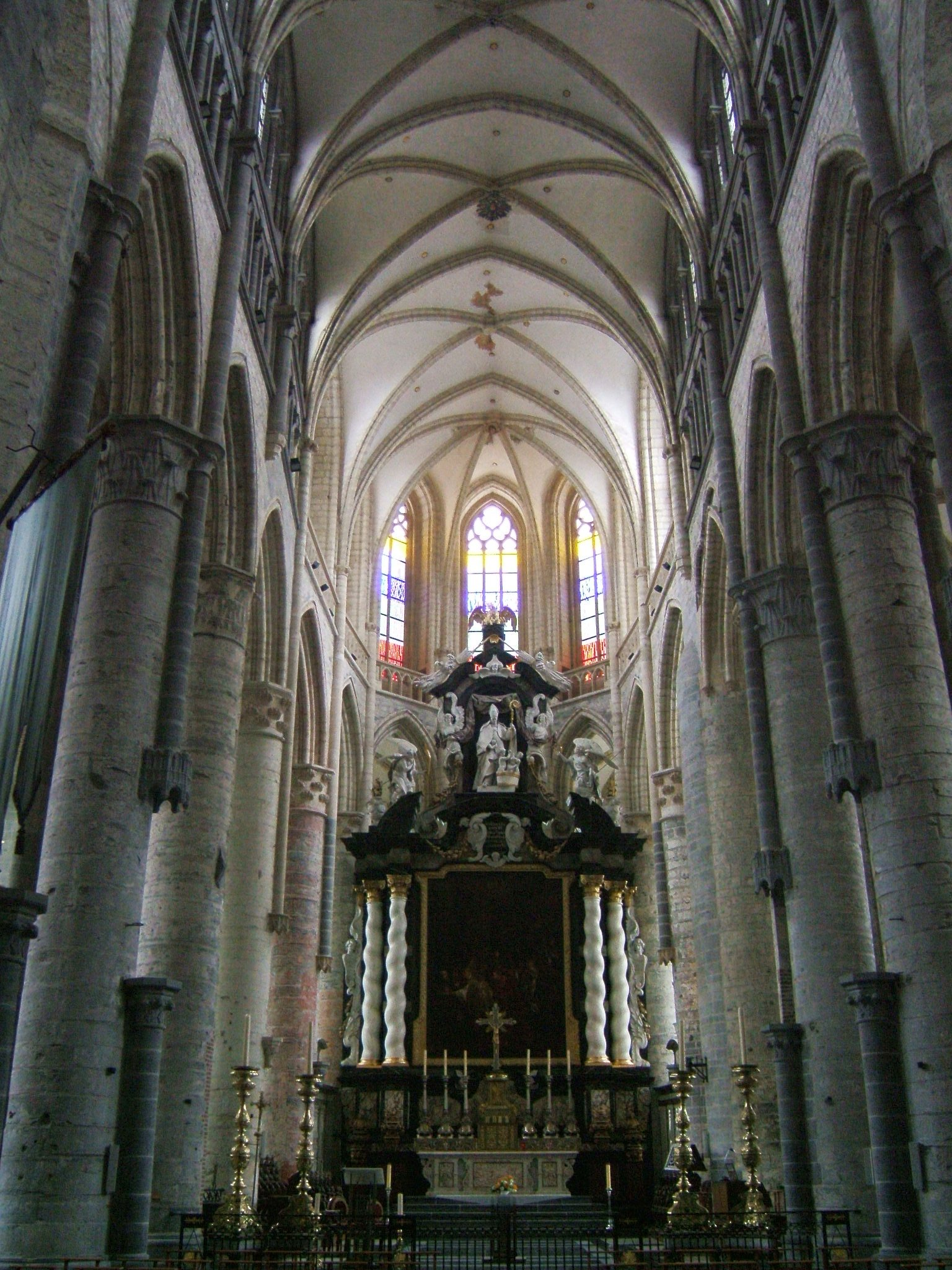
内部
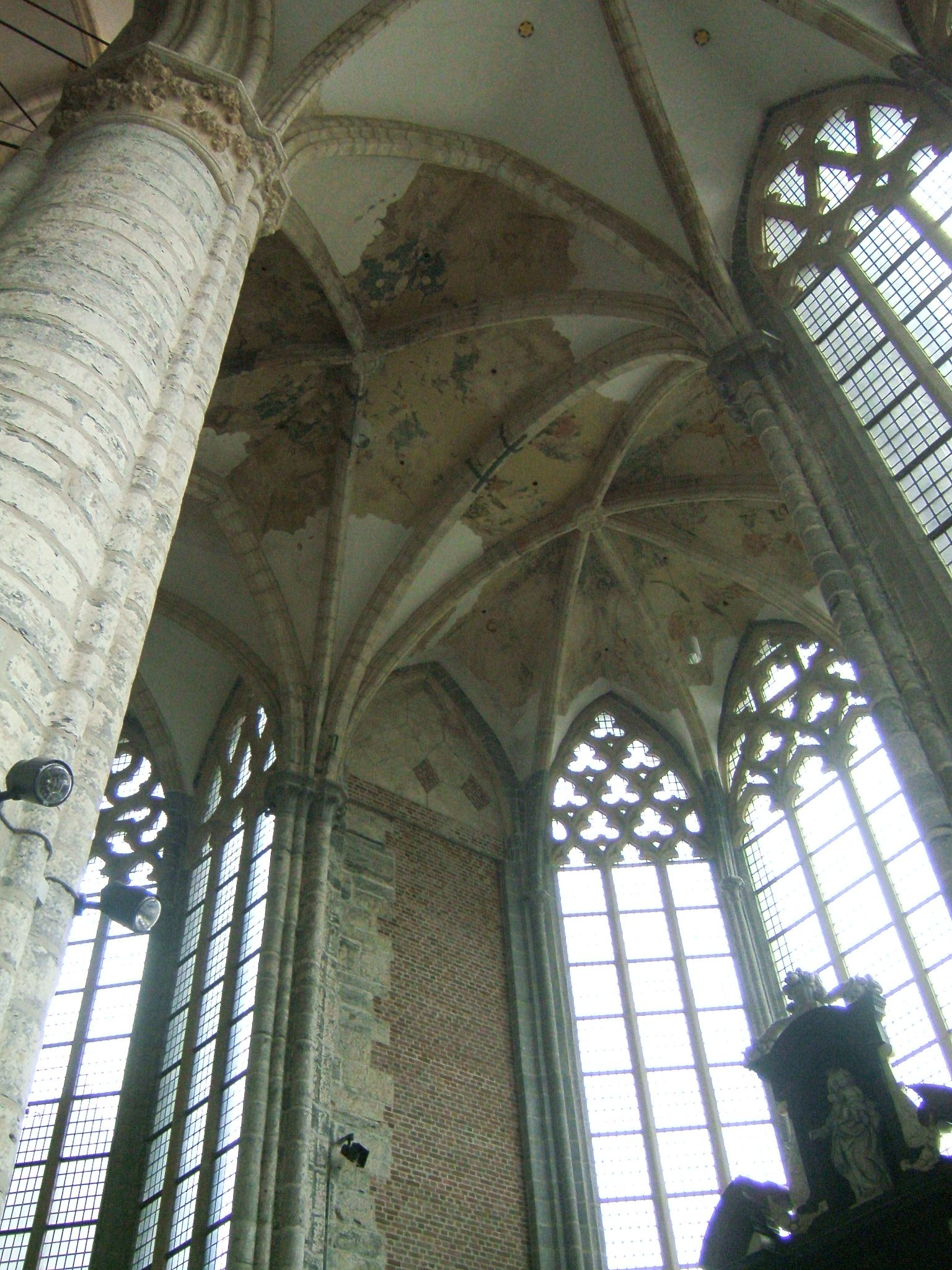
拱顶